# Provisorische Landesregierung Piesch I
Die Provisorische Landesregierung Piesch I bildete die provisorische Kärntner Landesregierung, die am Vortag des Endes des Zweiten Weltkriegs, dem 7. Mai 1945 gegründet wurde und bis zum 6. Juni 1945 amtierte. Der Provisorische Landesregierung Piesch I folgte der konsultative Landesausschuss Piesch II nach.
Der Provisorische Landesregierung Piesch gehörten zehn Mitglieder an, wobei die Sozialistische Partei Österreichs (SPÖ) den Landeshauptmann und zwei Landesräte, der Landbund (LB) den Landeshauptmann-Stellvertreter und einen Landesrat sowie die Christlichsoziale Partei (CS) und die Kommunistische Partei Österreichs (KPÖ) jeweils zwei Landesräte stellte. Zudem gehörte der provisorischen Regierung ein parteiloser Vertreter an.
Die Vertreter der KPÖ wurde erst am 8. Mai 1945 auf einstimmigen Beschluss der übrigen Parteien in die provisorische Landesregierung aufgenommen, wobei Karl Perchtold (KPÖ) bereits am 9. Mai von Josef Hany abgelöst wurde. Zudem rückte Hans Amschl (CS) am 19. Mai für Josef Ritscher nach.

## Regierungsmitglieder
| Amt                                                     | Name              | Partei    | Referate |
| ------------------------------------------------------- | ----------------- | --------- | -------- |
| Landeshauptmann                                         | Hans Piesch       | SPÖ       |          |
| 1. Landeshauptmann-Stellvertreter                       | Stephan Tauschitz | LB        |          |
| Landesrat                                               | Hans Herke        | SPÖ       |          |
| Landesrat                                               | Ferdinand Wedenig | SPÖ       |          |
| Landesrat                                               | Sylvester Leer    | CS        |          |
| Landesrat ab 19. Mai 1945                               | Hans Amschl       | CS        |          |
| Landesrat ab 9. Mai 1945                                | Josef Hany        | KPÖ       |          |
| Landesrat                                               | Albin Tschofenig  | KPÖ       |          |
| Landesrat                                               | Julius Santer     | parteilos |          |
| Vorzeitig ausgeschiedene Mitglieder der Landesregierung |                   |           |          |
| Landesrat bis 9. Mai 1945                               | Karl Perchtold    | KPÖ       |          |
| Landesrat bis 19. Mai 1945                              | Josef Ritscher    | CS        |          |